# Фриньяно, Томмазо да
Томмазо да Фриньяно (итал. Tommaso da Frignano; ок. 1335, Модена, маркизат Феррара — 19 ноября 1381, Рим, Папская область) — итальянский куриальный кардинал. Патриарх Градо с 19 июля 1372 по 19 ноября 1381. Декан Священной Коллегии Кардиналов с декабря 1378 по 19 ноября 1381. Кардинал-священник с титулом церкви Санти-Нерео-эд-Акиллео 18 сентября по декабрь 1378. Кардинал-епископ Фраскати с декабря 1378 по 19 ноября 1381.

## Ранние годы
Родился Томмазо да Фриньяно около 1305 года, вероятно, в Модене, маркизат Феррара. Из знатной семьи, родом из региона Монте-Фриньяно, а затем укоренившейся в Модене. Сын Чезаре ди Оттавио. Двое его братьев, Конверсино и Бонатто, были врачами: первый в Буде, королевство Венгрия, как личный врач короля Людовика Великого, а второй был долгое время врачом в Болонье. Его имя также указывалось как Томасинус, а его фамилия как Фариньяни. Его называли кардиналом Градским.
Томмазо да Фриньяно в молодости, в Модене, вступил Орден младших братьев (францисканцев). Магистр богословия. Томмазо да Фриньяно стал выдающимся оратором. 

## Священство
Когда и где был рукоположен в священника информация отсутствует.
В 1349 году он был среди избирателей провинциального министра Болоньи. Кустодий монастыря Феррары. Лектор богословия в монастыре Болоньи. Избран провинцалом провинции Болонья в 1352 году, занимал должность до 1360 года, отметил провинциальный капитул в Имоле 25 октября 1359 года. 
В 1364 году он был одним из основателей богословского факультета Болонского университета, последовательно, он был одним из его профессоров. 
6 июня 1367 года избран генеральным министром своего ордена (одержал победу над Томмазо Ракани, кандидатом, рекомендованным кардиналом Никола де Бессом, протектором ордена) на общем капитуле, отмечаемом в Ассизи. Вскоре после этого он был низложен из-за ложных обвинений его противников против чистоты его веры. Призван невиновным комиссией, назначенной Папой Урбаном V, он был восстановлен на своём посту в начале 1370 года на торжественной церемонии, отпразднованной в старой базилике Святого Петра в Риме. 2 июня 1379 года на капитуле, состоявшемся в Неаполе, он снова получил пост генерального министра.

## Епископ
19 июля 1372 года Томмазо да Фриньяно был избран патриархом Градо. Где, когда и кем был рукоположен в епископы информация была не найдена. Папа Григорий XI поручил ему и посольство в Генуе, для заключения мирного договор между Кипром и Генуей, миссия потерпела неудачу.
8 октября 1372 года он был отправлен, как папский легат, в Геную, чтобы умиротворить конфликт между дожем и дворянством, его миссия прошла успешно. Он был легатом при короле Лайоше I Венгерском, при герцогах Австрийских и при Венецианской республике, чтобы сформировать основу для установления мира между Венецией и Франческо да Каррара, правителем Падуи. В 1373 году его дипломатическая деятельность была посвящена формированию итальянской лиги против Бернабо Висконти, сеньора Милана.

## Кардинал
Возведён в кардинала-священника с титулом церкви Санти-Нерео-эд-Акиллео на консистории от 18 сентября 1378 года, сохранял управление своей епархией до своей смерти. 
Когда о. Леонардо Росси да Гиффони, генеральный министр своего ордена, присоединился к послушанию антипапы Климента VII, Томмазо да Фриньяно управлял орденом как генеральный викарий до выборов нового министра. 
В 1378 году Папа Урбан VI назвал Томмазо да Фриньяно апостольским визитатором ордена камальдулов. В 1374 году Папа Григорий XI разрешил ему посетить эти монастыри в своем патриархате. Кардинал Томмазо да Фриньяно был избран для сана кардиналов-епископов и субурбикарной епархии Фраскати в конце 1378 года или 30 мая 1380 года, и вероятно, сохранил управление своей титулярной церковью. 
Он, возможно, стал деканом Священной Коллегии Кардиналов в декабре 1378 года. Он был членом инквизиции. Он был одним из кардиналов, которым Папа Урбан VI в 1379 году, поручил начать процесс канонизации Святой Бригитты Шведской, она была канонизирована Папой Бонифацием IX. Он был отмечен в письме Франческо Петрарки, его друга, к Папе.
Скончался кардинал Томмазо да Фриньяно 19 ноября 1381 года, в ореоле святости, во францисканском монастыре Санта-Мария-ин-Арачели, в Риме. Похоронен перед алтарем Пресвятой Девы Марии в церкви Санта-Мария-ин-Арачели, в Риме, сегодня его надгробный памятник исчез, но в XVIII веке некоторые из его надписей по-прежнему можно было прочитать.